# Чудесна милост (филм)
Чудесна милост (енгл. Amazing Grace) је британско-америчка биографска драма режисера Мајкла Аптеда.
Прича прати дугогодишњу кампању Вилијама Вилберфорса да се укине трговина робљем у Уједињеном Краљевству. Наслов филма је алузија на познату хришћанску химну Џона Њутона, који је дуго радио на бродовима за трговину робљем, све док се није окренуо хришћанству. У филму је Њутон приказан као један од људи који су пресудно утицали на Вилберфорсову одлуку да се посвети аболиционизму. 
Филм је у биоскопима почео да се приказује 23. фебруара 2007, на двестогодишњицу датума када је Британски парламент изгласао забрану трговине робљем. Упркос скромном успеху на биоскопским благајнама, наишао је на позитиван пријем код критичара који су га описали као „класичну историјску драму: величанствену, отмену, са великим бројем очаравајућих глумачких изведби.“

## Улоге
| Глумац             | Улога              |
| ------------------ | ------------------ |
| Јоан Грифид        | Вилијам Вилберфорс |
| Ромола Гари        | Барбара Спунер     |
| Бенедикт Камбербач | Вилијам Пит Млађи  |
| Алберт Фини        | Џон Њутон          |
| Мајкл Гамбон       | Чарлс Џејмс Фокс   |
| Руфус Суел         | Томас Кларксон     |
| Јусу Н'Дур         | Еквијано Олауда    |
| Киран Хајндс       | Банастри Тарлтон   |
| Тоби Џоунс         | Вилијам IV         |